# Mohamed Abdelhafid Henni
Mohamed Abdelhafid Henni (en arabe : محمد عبد الحفيظ هني), est un homme politique algérien né le 17 aout 1956.
Il est nommé Ministre de l'Agriculture et du Développement Rural et prend ses fonctions le 13 novembre 2021. Il est mis fin à ses fonctions le 28 novembre 2023.